# Catengue

Localização da Província de Benguela, Angola

Catengue é uma comuna angolana. Pertence ao município de Caimbambo, na província de Benguela.
Foi nesta localidade que ocorreu o primeiro grande encontro das FAPLA com as tropas sul-africanas e da UNITA durante a operação Savana.